# Петрухин, Николай Дмитриевич
Никола́й Дми́триевич Петру́хин (31 марта 1908, Баку — 27 марта 1944, Николаев) — стрелок 384-го отдельного батальона морской пехоты Одесской военно-морской базы Черноморского флота, матрос, Герой Советского Союза.

## Биография
Родился 31 марта 1908 года в семье рабочего в Баку. Русский. Окончил 7 классов. Работал на одном из нефтяных предприятий Сураханов.
В Военно-Морском Флоте с 1941 года. Служил в частях береговой обороны Потийской военно-морской базы Черноморского флота.
Осенью 1943 года участвовал в десантных операциях в городах Азовского побережья Мариуполь, Осипенко (ныне Бердянск), в боях на Кинбурнской косе, освобождение посёлков Херсонской области Александровка, Богоявленское (ныне Октябрьский) и Широкая Балка.
Во второй половине марта 1944 года войска 28-й армии начали бои по освобождению города Николаева. Чтобы облегчить фронтальный удар наступающих, было решено высадить в порт Николаев десант. Из состава 384-го отдельного батальона морской пехоты выделили группу десантников под командованием старшего лейтенанта Константина Ольшанского. В неё вошли 55 моряков, 2 связиста из штаба армии и 10 сапёров. Одним из десантников был матрос Петрухин.
Двое суток отряд вёл кровопролитные бои, отбил 18 ожесточённых атак противника, уничтожив при этом до 700 солдат и офицеров врага. Во время последней атаки фашисты применили танки-огнемёты и отравляющие вещества. Но ничто не смогло сломить сопротивление десантников, они с честью выполнили боевую задачу.
28 марта 1944 года советские войска освободили Николаев. Из развалин конторы порта вышло 6 уцелевших, едва державшихся на ногах десантников, ещё 2-х отправили в госпиталь. В развалинах конторы нашли ещё четверых живых десантников, которые скончались от ран в этот же день. Пали все офицеры, старшины, сержанты и многие краснофлотцы. Геройски погиб и матрос Н. Д. Петрухин.
Верховный Главнокомандующий приказал всех участников десанта представить к званию Героя Советского Союза.
Указом Президиума Верховного Совета СССР от 20 апреля 1945 года за образцовое выполнение боевых заданий командования на фронте борьбы с немецкими захватчиками и проявленные при этом отвагу и геройство матросу Петрухину Николаю Дмитриевичу присвоено звание Героя Советского Союза (посмертно) с вручением ордена Ленина и медали «Золотая Звезда».
Н. Д. Петрухин похоронен в братской могиле в городе Николаев в сквере 68-ми десантников.

## Память
- Именем 68-ми десантников названа улица в городе Николаев.
- Открыт Народный музей боевой славы моряков-десантников.
- В Николаеве в сквере имени 68-ми десантников установлен памятник.
- В посёлке Октябрьском на берегу Бугского лимана, откуда уходили на задание десантники, установлена мемориальная гранитная глыба с памятной надписью.